# Магомедов, Башир Магомедович
Башир Магомедович Магомедов (21 июня 2002, с. Метрада, Цумадинский район, Дагестан, Россия) — российский борец вольного стиля, призёр чемпионатов России, двукратный чемпион мира среди спортсменов до 23 лет. Чемпион Европы среди спортсменов до 23 лет 2024.

## Биография
Вольной борьбой начал занимался в селе Муцалаул, в спортивный зал его привели старшие братья. Ныне тренируется в хасавюртовском УОР под руководством Сайгидахмеда Гамзатовича Магомедова. 10 марта 2020 года победил на Первенстве СКФО среди юношей в Хасавюрте. В сентябре 2021 года в Наро-Фоминске стал бронзовым призёром юниорского Первенства России. 24 октября 2021 года в Краснодаре победил на Всероссийских соревнованиях среди юниоров памяти Бесика Кудухова. 12 декабря 2021 года в Хасавюрте завоевал бронзовую медаль международного турнира. 26 марта 2022 года в Каспийске стал победителем Первенства России среди юниоров. 20 мая 2022 года в финале мемориала Ивана Поддубного в Москве уступил Абасгаджи Магомедову. 25 июня 2022 года на чемпионате России в Кызыле, в схватке за 3 место одолел Жаргала Дамдинова, и стал бронзовым призёром. 1 мая 2024 года в Подмосковье на чемпионате России в финале, уступив Зауру Угуеву, стал серебряным призёром.

## Спортивные результаты
- Первенство России по вольной борьбе среди юниоров 2020 — ;
- Первенство России по вольной борьбе среди юниоров 2021 — ;
- Первенство России по вольной борьбе среди юниоров 2022 — ;
- Борцовская лига Иван Поддубный 2022 — ,
- Чемпионат России по вольной борьбе 2022 — ;
- Международный турнир Али Алиева по вольной борьбе 2023 — ;
- Первенство России по вольной борьбе U23 2023 —
- Первенство мира по вольной борьбе U23 2023 —
- Чемпионат России по вольной борьбе 2024 — ;
- Чемпионат Европы по борьбе среди спортсменов до 23 лет (Баку, 2024) — ;
- Первенство мира по вольной борьбе U23 2024 —